# SN 2006av
SN 2006av – supernowa odkryta 19 lutego 2006 roku w galaktyce E356-G22. W momencie odkrycia miała maksymalną jasność 18,30m.